# Lasianthus pterospermus
Lasianthus pterospermus är en måreväxtart som beskrevs av Robert Wight. Lasianthus pterospermus ingår i släktet Lasianthus och familjen måreväxter. Inga underarter finns listade i Catalogue of Life.